# فيديريكو كاميريتشس
فيديريكو كاميريتشس (بالإسبانية: Federico Kammerichs)‏ مواليد 21 يونيو 1980، هو لاعب كرة سلة أرجنتيني بدأ مسيرته الاحترافية في سنة 1998. يبلغ طوله 6 قدم 8 بوصة (2.0 م).

## فرق لعب لها
- فالنسيا باسكت
- سي بي مورسيا
- ريجاتاس كوريينتس
- فلامنغو لكرة السلة
- ريجاتاس كوريينتس

## الميداليات
| الميدالية | المسابقة                             |
| --------- | ------------------------------------ |
| فضية      | بطولة أمم الأمريكتين لكرة السلة 2003 |
| فضية      | بطولة أمم الأمريكتين لكرة السلة 2005 |
| فضية      | بطولة أمم الأمريكتين لكرة السلة 2007 |
| برونزية   | بطولة أمم الأمريكتين لكرة السلة 2009 |
| ذهبية     | بطولة أمم الأمريكتين لكرة السلة 2011 |

## روابط خارجية
- فيديريكو كاميريتشس على موقع الاتحاد الدولي لكرة السلة (الإنجليزية)
- فيديريكو كاميريتشس على موقع الدوري الأوروبي لكرة السلة (الإنجليزية)
- فيديريكو كاميريتشس على موقع سبورتس رفرنس (الإنجليزية)
- فيديريكو كاميريتشس على موقع الدوري الإسباني لكرة السلة (الإسبانية)
- فيديريكو كاميريتشس على موقع كرة السلة الأوروبية.كوم (الإنجليزية)
- فيديريكو كاميريتشس على موقع ريلجم (الإنجليزية)
- فيديريكو كاميريتشس على موقع بروبوليرز (الإنجليزية)
- فيديريكو كاميريتشس على موقع سبورتس رفرنس (الإنجليزية)
- فيديريكو كاميريتشس على موقع أوليمبيديا (الإنجليزية)